# Vernon Ellis Cosslett
Vernon Ellis Cosslett (16 juin 1908 - 21 novembre 1990) est un microscopiste britannique.

## Biographie
Le huitième enfant (de six fils et cinq filles) d'un ébéniste et charpentier gallois, plus tard commis des travaux sur le domaine du comte d'Eldon à Stowell Park, puis constructeur, Edgar William Cosslett (1871-1948) et Anne Williams (1871–1951) ,, il grandit à Cirencester et fait ses études à la Cirencester Grammar School, à l'Université de Bristol, au Kaiser-Wilhelm-Institut, Berlin-Dahlem, et à l'University College de Londres. Il est chercheur à Bristol après avoir terminé son doctorat en 1932, après avoir reçu une bourse commémorative HH Mills, y restant jusqu'en 1935. Il enseigne ensuite au Faraday House Engineering College de Londres jusqu'en 1939, tout en entreprenant des recherches à temps partiel au Birkbeck College de Londres. Entre 1939 et 1941, il est chercheur Keddey-Fletcher-Warr de l'Université de Londres, travaillant à l'Université d'Oxford en tant que chargé de cours temporaire, puis enseignant en physique au Laboratoire électrique de l'Université d'Oxford de 1941 à 1946 ,,.
À partir de 1947, en tant que chercheur ICI, il travaille avec William Lawrence Bragg au Laboratoire Cavendish de l'Université de Cambridge sur le microscope électronique et fonde le département de microscopie électronique. Il développe également des appareils à rayons X améliorés.
Cosslett est élu membre de la Royal Society en 1972  et remporte la médaille royale en 1979 "En reconnaissance de ses contributions exceptionnelles à la conception et au développement du microscope à rayons X, de l'analyseur de microsonde électronique à balayage, de la haute tension et ultra haute microscopes électroniques à résolution (2,5A) et leurs applications dans de nombreuses disciplines." .
Il est élu président de la Royal Microscopical Society et joue également un rôle déterminant dans la création de la Fédération internationale des sociétés de microscopie électronique dont il est président de 1970 à 1973 ,.
Cosslett épouse, en 1936, Rosemary Wilson. Pendant la Seconde Guerre mondiale, Cosslett héberge des scientifiques réfugiés dans son appartement de Hampstead ; il rencontre ainsi la physicienne et microscopiste viennoise Dr Anna Joanna Wischin (1912–1969)  que Cosslett épouse en 1940 après son divorce avec sa première femme. Le Dr Anna Cosslett travaille également au Laboratoire Cavendish . Il a un fils et une fille de son deuxième mariage ,.